# Hemistola annuligera
Hemistola annuligera är en fjärilsart som beskrevs av W. Warren 1909. Hemistola annuligera ingår i släktet Hemistola och familjen mätare. Inga underarter finns listade i Catalogue of Life.